# Дібрівки
Ді́брівки — село в Україні, у Львівському районі Львівської області. Населення становить 233 особи. Орган місцевого самоврядування - Оброшинська сільська рада. В село їде маршрутка № 187 з міста Львів.
Поблизу села знаходяться дачні ділянки.Перша згадка про село Дібрівки була в книзі Рейтера Літописця.

## Населення
За даними всеукраїнського перепису населення 2001 року, у селі мешкало 233 особи. Мовний склад села був таким:
| Мова       | Число ос. | Відсоток |
| ---------- | --------- | -------- |
| українська | 233       | 100      |